# غشای بین استخوانی پا
غشای بین استخوانی پا (به انگلیسی: Interosseous membrane of leg) یک غشا در امتداد تاج‌های بین استخوانی استخوان‌های درشت‌نی و نازک‌نی است که  گسترش می‌یابد و به ایجاد ثبات در نواحی ارتباط دو استخوان کمک می‌کند و ماهیچه‌های جلوی ساق را از ماهیچه‌های پشت ساق جدا می‌کند.
این رباط شامل یک لایه نازک، یک زردپی پهن مشترک شامل لایه متشکل از الیاف مورب (که در بیشتر بخش‌ها رو به پایین و طرفین است) به‌همراه الیاف معدودی (که در جهت مخالف عبور می‌کنند) است.
نواحی بالایی از از نواحی زیرین گسترده‌تر است. حاشیه بالایی آن کاملاً به مفصل درشت‌نئی‌نازک‌نئی نمی‌رسد، اما یک مرز مقعر و فرورفته آزاد ایجاد می‌کند که در بالای آن یک دیافراگم بیضی بزرگ برای گذر سرخرگ درشت‌نئی پیشین به جلوی ساق وجود دارد.
در بخش زیرین آن یک روزنه برای گذر سرخرگ نازک‌نئی وجود دارد.
در زیر رباط بین استخوانی مفصل رشته‌ای درشت‌نئی‌نازک‌نئی وجود دارد که دارای سوراخ‌های فراوانی برای گذر عروق و رگ‌های کوچک است.
این غشا از جلو در رابطه با سرخرگ درشت‌نئی پیشین، ماهیچه دراز بازکننده انگشتان پا، ماهیچه دراز بازکننده شست پا، ماهیچه نازک‌نئی طرفی و رگ‌های پیشین درشت‌نئی و عصب پرونئال عمیق است و از پشت با سرخرگ درشت‌نئی پسین و ماهیچه دراز خم‌کننده شست پا در ارتباط است.

## نگارخانه

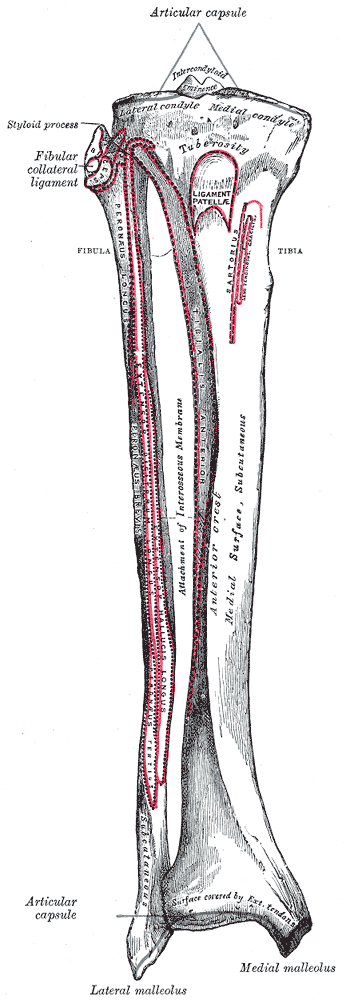
استخوان‌های پای راست در سطح قدامی.
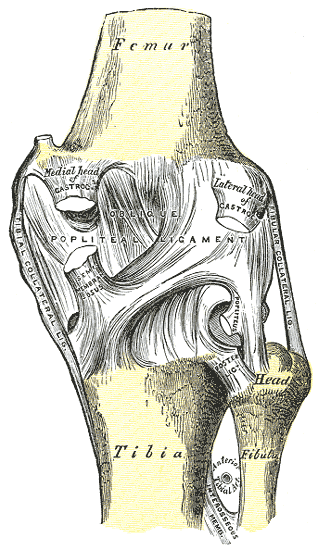
مفصل زانوی راست از نمای خلفی.
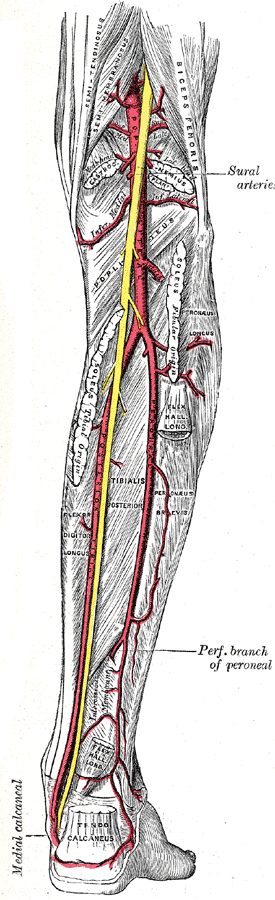
سرخرگ‌های پوپلیتئال، تیبیال پسین و پرونئال.
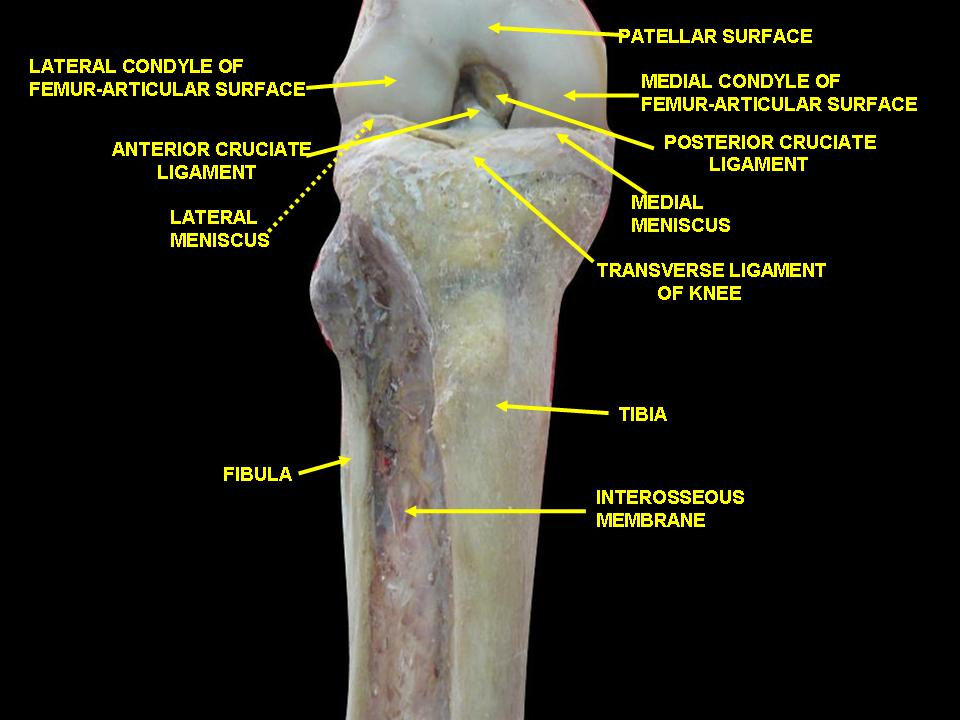
زانو و مفصل تیبیوفیبولار با تشریح عمیق نمای قدامی
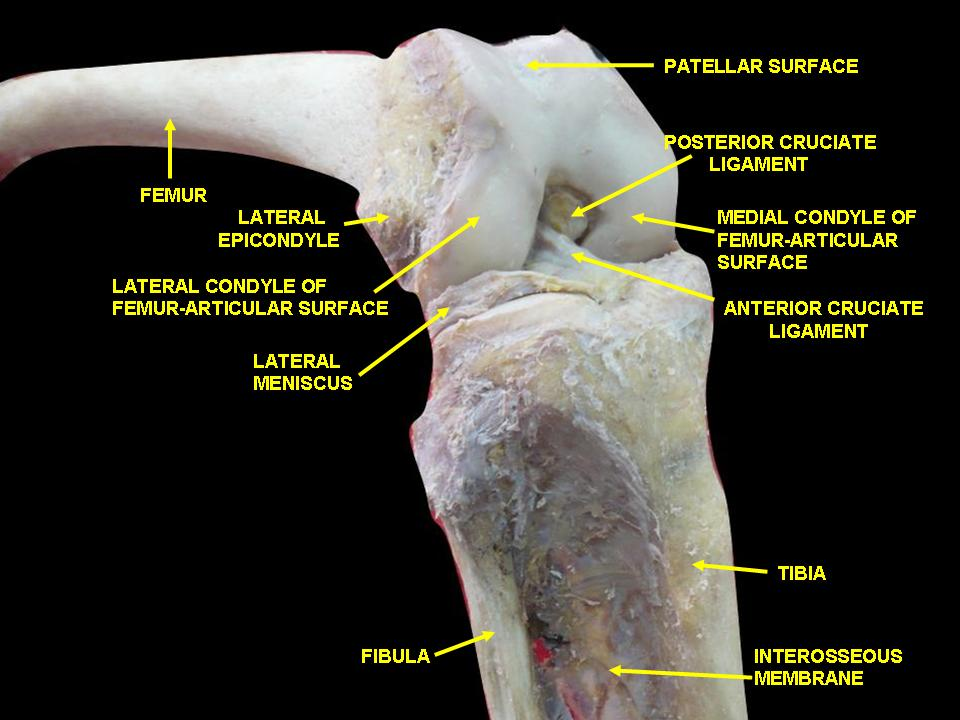
زانو و مفصل تیبیوفیبولار با تشریح عمیق نمای قدامی
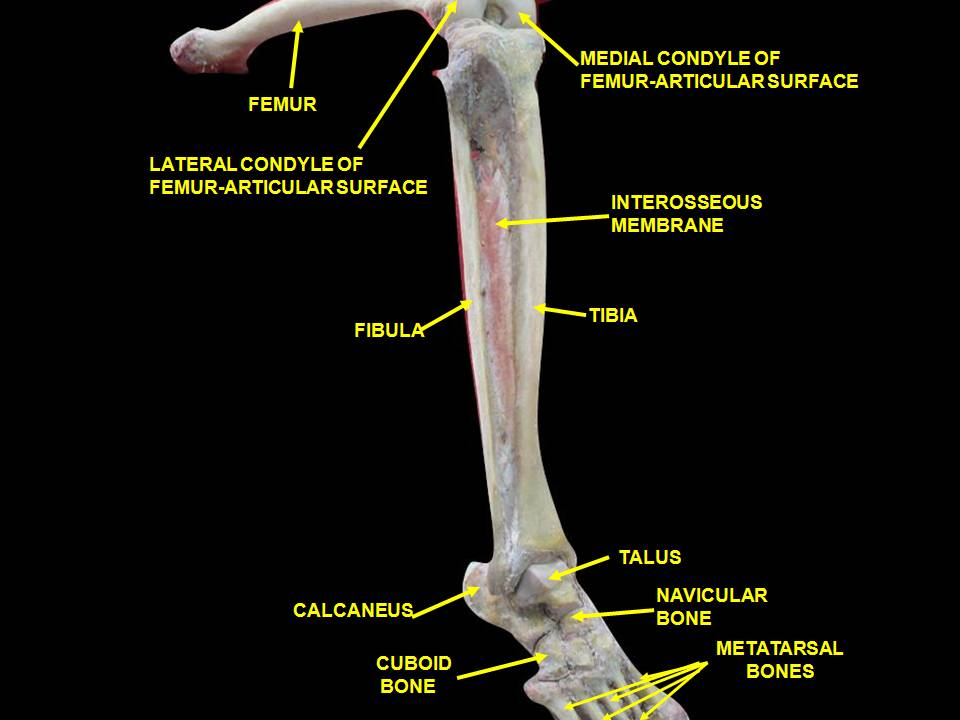
مفاصل زانو، تیبیوفیبولار و مچ پا با تشریح عمیق نمای قدامی طرفی
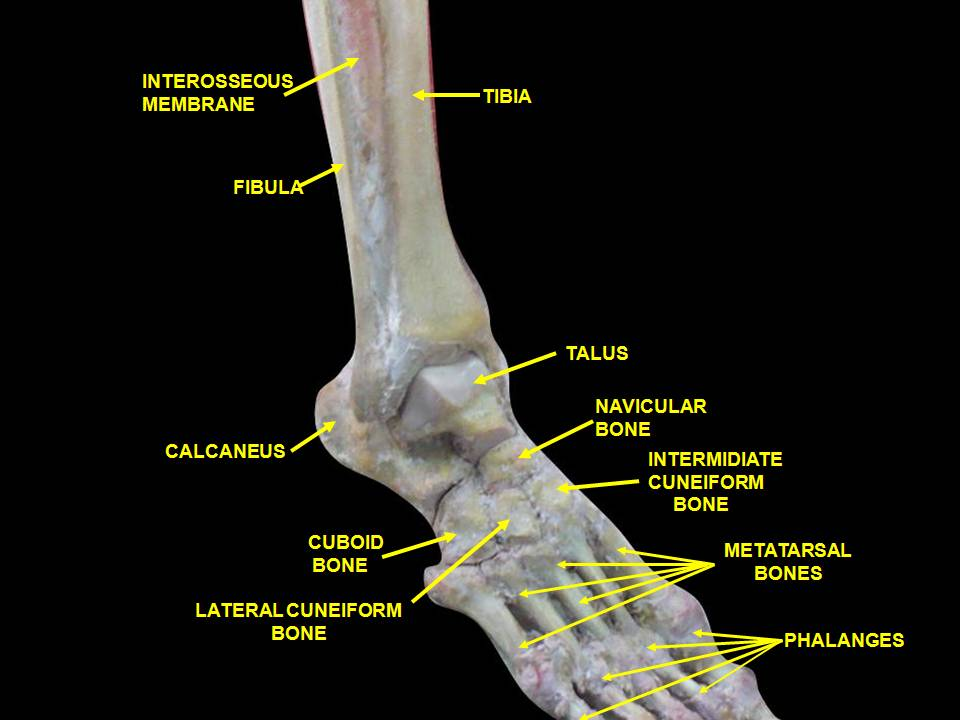
مفاصل زانو، تیبیوفیبولار و مچ پا با تشریح عمیق نمای قدامی طرفی